# Ассале, Рожер
Рожер Клавер Джапон Ассале (фр. Roger Claver Djapone Assalé; род. 13 ноября 1993, Абенгуру, Комоэ) — ивуарийский футболист, нападающий клуба «Стад Абиджан». За национальную сборную Кот-д’Ивуара сыграл 21 матч, забил 3 гола.

## Клубная карьера
Профессиональную карьеру Ассале начал в 2012 году выступлениями за команду «Севе Спорт», в которой провёл три сезона. Дважды он становился чемпионом Кот-д’Ивуара. В 2014 году Ассале играл в финале Кубка Конфедерации КАФ с египетским «Аль-Ахли». В домашнем матче его гол принёс «Севе Спорту» победу, но по сумме двух матчей победу в турнире одержал «Аль-Ахли».
В 2014 году Ассале переехал в ДР Конго, заключив контракт с местным клубом «ТП Мазембе». Вместе с командой он стал чемпионом страны, выиграл Лигу чемпионов КАФ, Кубок Конфедерации КАФ и Суперкубок КАФ.
В феврале 2017 года Ассале был отдан в аренду швейцарскому клубу «Янг Бойз» до конца сезона 2016/2017. Летом переход был оформлен на постоянной основе, со швейцарским клубом футболист заключил контракт на три года. Сезон 2017/2018 Ассале начал на высоком уровне, к ноябрю имея в своём активе шесть голов и четыре голевых передачи в чемпионате Швейцарии, в результате чего клуб решил продлить его контракт ещё на год.
31 января 2020 года был отдан в аренду в «Леганес» до конца сезона.
5 сентября 2020 года стал игроком французского клуба «Дижон».
В августе 2021 года на правах аренды присоединился к «Вердер». У немецкого клуба имелась возможность подписать игрока на постоянной основе по истечении срока аренды.

## Карьера в сборной
6 июля 2013 года Рожер дебютировал за сборную Кот-д’Ивуара в матче против сборной Нигерии (1:4).
Был включен в состав сборной на Кубок африканских наций 2015 в Экваториальной Гвинее, на котором «слоны» завоевали золотые награды.

### Голы за сборную
| №  | Дата             | Место                           | Соперник | Счет | Результат | Турнир            |
| -- | ---------------- | ------------------------------- | -------- | ---- | --------- | ----------------- |
| 1. | 27 марта 2018    | Пьерр Бриссон, Бове, Франция    | Молдова  | 1-0  | 2-1       | Товарищеский матч |
| 2. | 6 сентября 2019  | Мишель д’Орнано, Канны, Франция | Бенин    | 1-0  | 1-2       | Товарищеский матч |
| 3. | 10 сентября 2019 | Робер Дишон, Руан, Франция      | Тунис    | 1-0  | 2-1       | Товарищеский матч |

## Достижения
«Севе Спорт»
- Финалист Кубка Конфедерации КАФ: 2014
- Чемпион Кот-д’Ивуара: 2012/13, 2013/14

«ТП Мазембе»
- Победитель Лиги чемпионов КАФ: 2015
- Обладатель Кубка Конфедерации КАФ: 2016
- Обладатель Суперкубка КАФ: 2016
- Чемпион ДР Конго: 2015/16

«Янг Бойз»
- Чемпион Швейцарии: 2017/2018, 2018/2019

Сборная Кот-д’Ивуара
- Обладатель Кубка африканских наций: 2015